# Загребельный, Павел Архипович
Павел Архипович Загребе́льный (укр. Павло Архипович Загребельний; 25 августа 1924, с. Солошино, Полтавская губерния, Украинская ССР, СССР — 3 февраля 2009, Киев, Украина) — советский и украинский писатель. Лауреат Государственной премии УССР имени Т. Г. Шевченко (1974), лауреат Государственной премии СССР (1980), Герой Украины (2004). Самые известные произведения Загребельного — исторические романы «Роксолана», «Я, Богдан», «Диво», «Первомост», «Смерть в Киеве».

## Биография
Павел Загребельный родился 25 августа 1924 года в селе Солошино (ныне Полтавская область, Украина). Отец — Архип Афанасьевич (1894—1974), мать — Варвара Кирилловна (1895—1930).
Закончив десятилетку в 1941 году, он добровольно пошёл на фронт, участвовал в обороне Киева. Служил в 1168-м стрелковом полку 346-й стрелковой дивизии. Его военное артиллерийское училище было брошено под Сумы останавливать танки Гудериана. Загребельный был тяжело ранен, после лечения в Саратовском госпитале вернулся на передовую, снова был тяжело ранен и в бессознательном состоянии попал в плен. Освобождённый из плена американцами, работал в 1945 году в советской военной миссии в Западной Германии.
В 1946—1951 годах учился на филологическом факультете Днепропетровского университета.
Работал в областной газете, а с 1954 года, после переезда в Киев, — в журнале «Вітчизна». В 1961—1963 годах редактировал газету «Літературна Україна». С 1964 года — ответственный секретарь правления СПУ, а впоследствии возглавил Союз писателей Украины.
Член КПСС с 1960 года. 
Умер от туберкулёза 3 февраля 2009 года.
Печататься начал в 1949 году. Первую книгу, сборник «Каховские рассказы», подготовленный совместно с Ю. Пономаренко, издал в 1953 году. Затем были опубликованы:
- рассказы «Степные цветы» (1955); «Новеллы морского побережья» (1958),
- повести «Марево» (1956), «Дума о бессмертном» (1957), романы «Европа 45» (1959), «Европа. Запад» (1961), «День для грядущего» (1964), «Шепот» (1966), «Добрый дьявол» (1967), «Диво» (1968), «С точки зрения вечности» (1970), «Переходим к любви» (1971), «Намыленная трава» (1974), «Разгон» (1978), «Львиное сердце», «Изгнание из рая» (1985), «Южный комфорт» (1986), «Гопак под виселицей».
- пьесу «Ухажёр» (пер. Е. Весенина с режиссёрскими примечаниями А. Эфроса), 1957.
- широкую известность приобрели исторические романы Загребельного. Временам Киевской Руси посвящены романы: «Диво» (1968), дилогия «Первомост» (1972) и «Смерть в Киеве» (1973), «Евпраксия» (1975); эпоху войны запорожских казаков против Польши в XVII веке, а также личность Богдана Хмельницкого описывает роман «Я, Богдан» (1983). Однако наибольшую известность и популярность среди читателей завоевал роман «Роксолана» (1980), рассказывающий о судьбе Хюррем Султан, невольницы из Рутении, ставшей законной супругой османского султана Сулеймана Великолепного.

## Личная жизнь
Жена —  Элла Михайловна Щербань (1929—2022), дочь советского партийного деятеля Михаила Фёдоровича Щербаня. В 1952 году родилась дочь Марина, в 1957 году — сын Михаил.

## Награды
- Надгробие Павла Загребельного на Байковом кладбищедва ордена «Знак Почёта» (24.11.1960; 2.7.1971).
- два ордена Трудового Красного Знамени (28.10.1967; 24.8.1984).
- орден Дружбы народов (23.8.1974).
- Государственная премия УССР имени Т. Г. Шевченко (1974) — за романы «Первомост» (1972) и «Смерть в Киеве»[6].
- Государственная премия СССР (1980) — за роман «Разгон» (1976)[6].
- орден Октябрьской Революции (7.8.1981).
- орден Отечественной войны II степени (11.3.1985).
- орден Богдана Хмельницкого III степени (Украина).
- орден князя Ярослава Мудрого V степени (Украина; август 1999).
- Почётная грамота Кабинета Министров Украины (август 2004).
- Герой Украины (с вручением ордена Державы, 25 августа 2004 — за самоотверженное служение Украине, многолетнюю плодотворную деятельность на ниве литературы, выдающийся личный вклад в обогащение национальной духовной сокровищницы, утверждение гуманистических идеалов)[7].

## Память
21 августа 2014 года в Киеве в честь 90-летия писателя, на доме где проживал Павел Архипович, была установлена памятная доска.

## Сочинения
- Загребельный П. А. Собрание сочинений. В 5 томах. Том 1. Диво: Роман / Авториз. пер. с укр. И. Карабутенко; Вст. статья В. Оскоцкого. — М.: Художественная литература, 1986. — 702 с.
- Загребельный П. А. Собрание сочинений. В 5 томах. Том 2. Смерть в Киеве: Роман / Авториз. пер. с укр. И. Карабутенко. — М.: Художественная литература, 1986. — 495 с.
- Загребельный П. А. Собрание сочинений. В 5 томах. Том 3. Евпраксия; Первомост: Романы / Пер. с укр.. — М.: Художественная литература, 1987. — 645 с.
- Загребельный П. А. Собрание сочинений. В 5 томах. Том 4. Роксолана: Роман / Авториз. пер. с укр.. — М.: Художественная литература, 1987. — 719 с.
- Загребельный П. А. Собрание сочинений. В 5 томах. Том 5. Я, Богдан (Исповедь во славе): Роман / Авториз. пер. с укр. И. Карабутенко. — М.: Художественная литература, 1987. — 639 с.